# کپیتال‌جی
کپیتال‌جی (انگلیسی: CapitalG)شرکت سرمایه‌گذاری آمریکایی است، که در سال ۲۰۱۳ توسط شرکت گوگل تأسیس شد.